# Landwehrstraße 18, 20, 22 (Kitzingen)

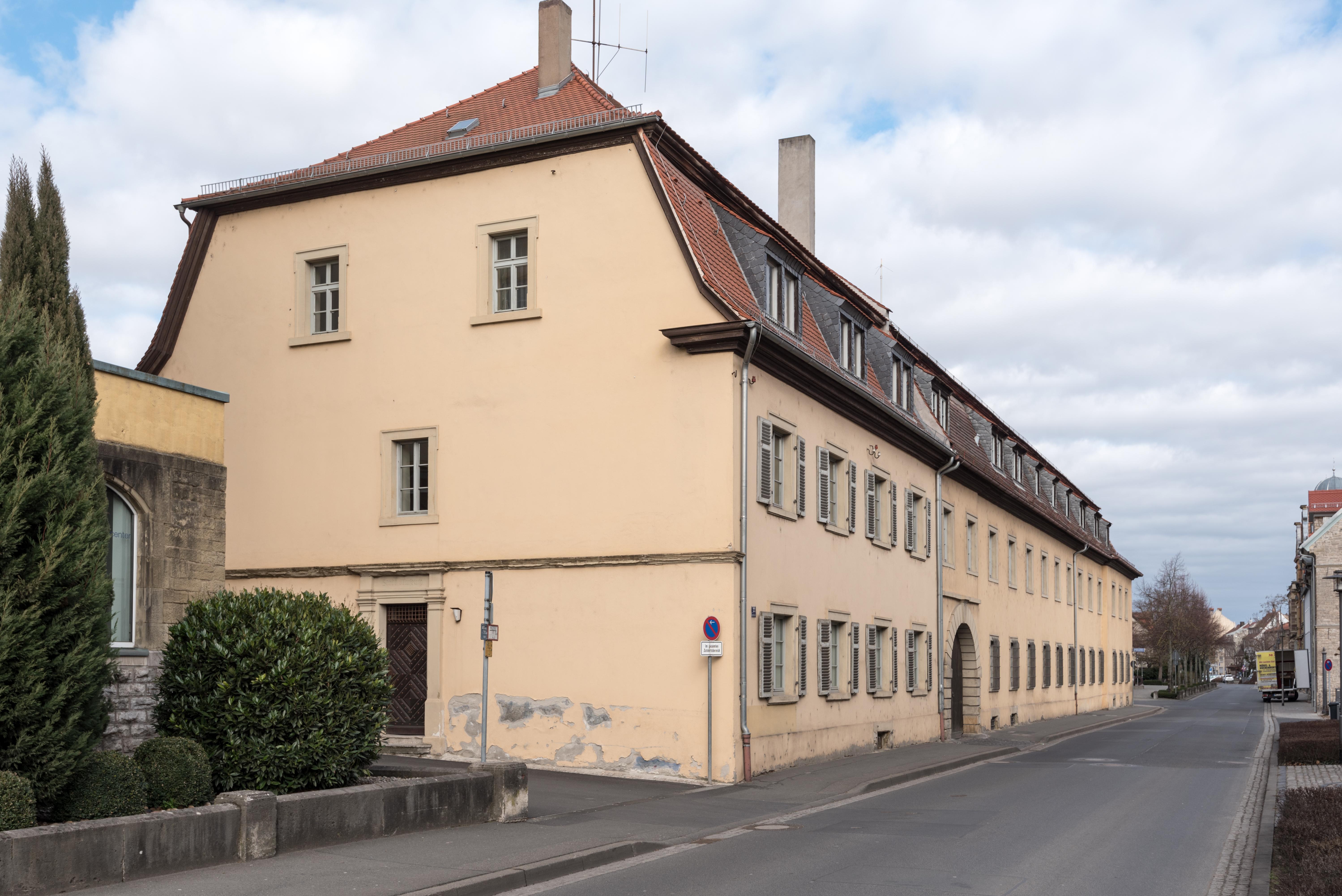
Die Häuserzeile in der Landwehrstraße

Der Gebäudekomplex Landwehrstraße 18, 20, 22 (früher Hausnummer 635) besteht aus drei denkmalgeschützten Bauwerken in der unterfränkischen Stadt Kitzingen. Die Baulichkeiten wurden von Balthasar Neumann als Kaserne für die würzburgische Armee errichtet, später war hier das Rentamt untergebracht. Heute sind die Häuser Sitz der Polizeiinspektion Kitzingen.

## Geschichte
Bereits in den 1720er Jahren begann man in Kitzingen über die Errichtung einer echten Garnison für Soldaten der fürstbischöflich-würzburgischen Armee nachzudenken. Bereits während des Dreißigjährigen Krieges waren immer wieder Einheiten in die Stadt verlegt worden, wobei damit keine Statusänderung der Landstadt Kitzingen einherging. Unter Johann Philipp Franz von Schönborn wurde das Militär des Fürstbistums aufgestockt, weil der Bischof ein Wiederaufflammen der konfessionellen Konflikte im Zuge des Friedens von Rijswijk befürchtete.
Im Jahr 1721 wurden die Überlegungen konkreter. Kitzingen wurde von den Verantwortlichen schnell prädestiniert, weil es einerseits am Rande des Fürstbistums, nahe der Grenze zur Markgrafschaft Brandenburg-Ansbach und gleichzeitig soweit im Kernland lokalisiert war, dass man keine enklavierten Gebiete der Reichsritterschaft und anderer Reichsstände in unmittelbarer Nähe beobachten musste. Bereits zu diesem frühen Zeitpunkt wurde der „Stück-Haubtmann“ Balthasar Neumann als Fachmann für das militärische Bauwesen mit der Errichtung einer Kaserne befasst.

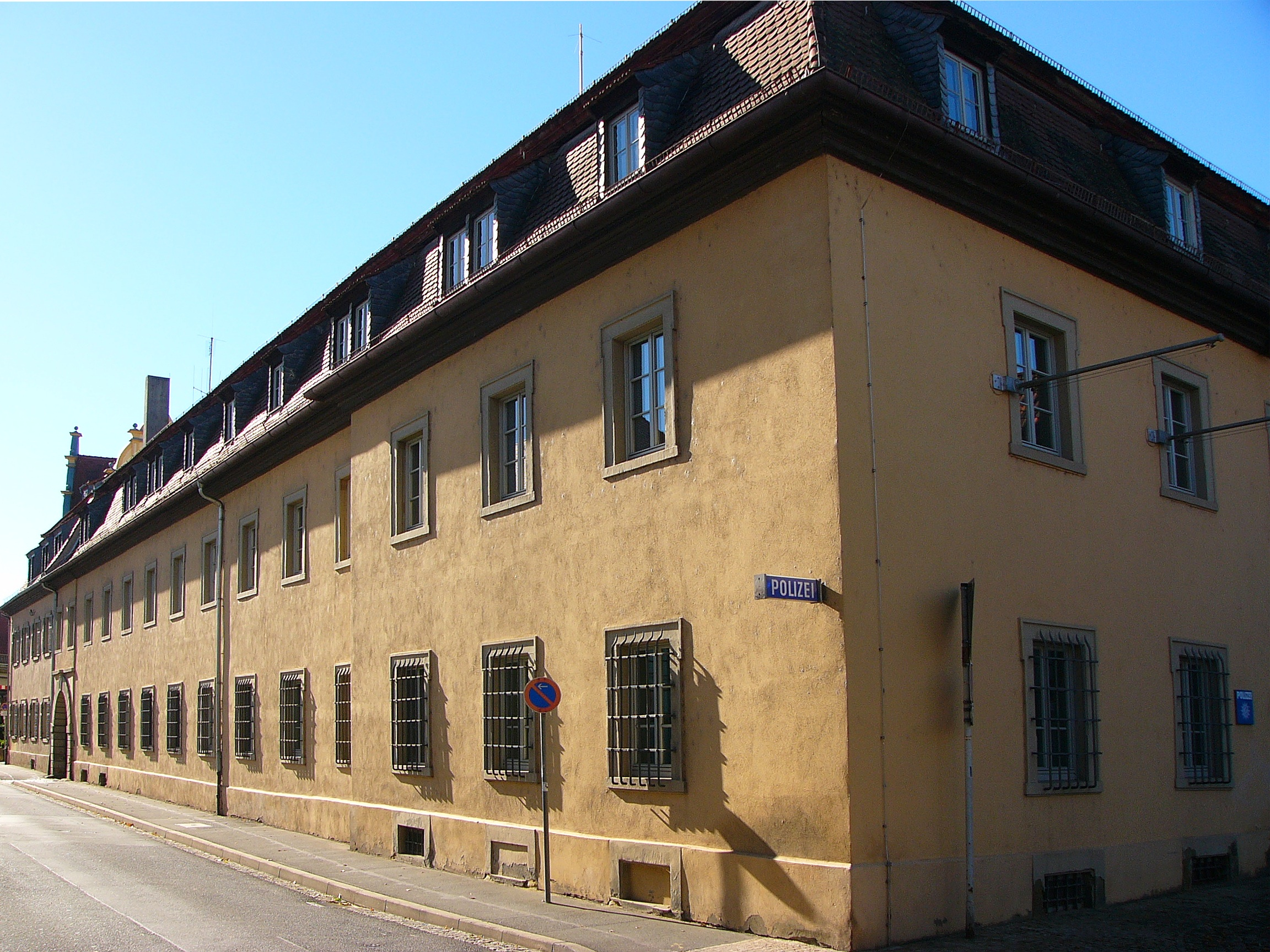
Ecke des Gebäudekomplexes (Haus Landwehrstraße 20)

Der Standort der neuen Kaserne wurde in der südlichsten Ecke des Stadtgebietes direkt neben der Stadtmauer gefunden. Die Arbeiten an der Kaserne begannen schnell. Bereits 1722 wurde erstmals gebaut, 1724 waren die Maurerarbeiten bereits weit vorangeschritten. Im April 1724 verhandelte Neumann über die Heranschaffung des Bauholzes, das von Wiesentheid aus nach Kitzingen gelangen sollte. Noch im Frühjahr 1724 wurden Schlösser- und Tüncherarbeiten in der Kitzinger Kaserne vorgenommen.
Nach einem kurzzeitigen Baustopp nach dem Tod des Fürstbischofs Johann Philipp Franz, gingen die Bauarbeiten unter dem Nachfolger Christoph Franz von Hutten weiter. Im Oktober 1725 plante man bereits das Dach der „paraquen“ einzudecken. In den folgenden Jahren blieb die Kitzinger Kaserne eine unfertige Ruine, weil die Kriegsgefahr sich abschwächte und der neue Fürstbischof weit weniger bereit war in das Militär zu investieren.
In der Zwischenzeit kamen neue Pläne auf, die eine Umnutzung des Gebäudes vorsahen. Die Baulichkeiten sollten zu einer Invalidenkaserne für alte und kranke Soldaten umgebaut werden. Wieder berief man für die Umbauarbeiten Balthasar Neumann. Nach einer neuen Planungsphase konnte Neumann am 23. März 1735 vermelden, dass das „Invalidenhauß“ nun eingerichtet werden könne. Am Palmsonntag des Jahres 1735 wurde die Invaliden-Kaserne eingeweiht.
Die Pläne zur Einquartierung einiger Teile der Würzburger Truppen wurde erst in den 1750er Jahren umgesetzt. Noch 1751 belegte man den Invalidenflügel. Wahrscheinlich ergänzte Neumann die Baulichkeiten um einen dritten Flügel, der vor 1757 fertiggestellt war und südlich entstand. Während des Siebenjährigen Krieges war die Kitzinger Kaserne mit 580 Mann belegt, bei denen es sich allerdings vor allem um Kaiserliche Truppen handelte. Wohl 1782 gab das Militär die Baulichkeiten auf.
Anschließend nutzte in den letzten Jahren des Hochstifts der würzburgische Amtskeller die Baulichkeiten. Hier lagerte man außerdem die Abgaben ein, die in der gegenüberliegenden Zehntscheune keinen Platz mehr fanden. Nach dem Übergang an Bayern brachte man in den Räumen das königlich-bayerische Rentamt unter. 1875 griff man wiederum auf die militärische Vergangenheit der Gebäude zurück: Im Nordflügel quartiert sich das Landwehrbezirkskommando ein.
Am Ende des 19. Jahrhunderts riss man den jüngeren Südflügel ab, weil an seiner Stelle das Städtische Krankenhaus errichtet werden sollte. In der Folge veränderte und überformte man auch den Nordflügel durch den Einbau einer Hofeinfahrt. Unmittelbar nach dem Ende des Zweiten Weltkrieges zog eine Dienststelle der Landespolizei in die Räumlichkeiten ein. Heute ist der Gebäudekomplex Sitz der Polizeiinspektion Kitzingen.

## Beschreibung
Die ehemalige Kasernenbauten werden vom Bayerischen Landesamt für Denkmalpflege als Baudenkmal geführt. Daneben sind sie Teil des Bodendenkmals Kitzinger Altstadt mit Stadterweiterungen und ehemaligen Vorstädten. Die beiden erhaltenen Flügel präsentieren sich als schlichte Mansarddachbauten, die teilweise geohrte Fensterrahmungen aufweisen. Mehrere nachträgliche Eingriffe in die ursprüngliche Bausubstanz prägen die Häuser. Erst 1989 identifizierte Erich Schneider den Gebäudekomplex mit der Kaserne, die Balthasar Neumann in Kitzingen errichtet hatte. Schneider verweist insbesondere auf die fast gleichzeitig entstandene Kaserne in Forchheim.
Die beiden erhaltenen Flügel, heute in drei Grundstücke aufgeteilt, waren der „Flügel rechter Hand“ und der „Flügel linker Hand“, die zusammen den Baubestand aus den 1720er Jahren darstellen. Häufige Um- und Innenausbauten prägen die Geschichte der Flügel. So bestand ab 1735 ein von Balthasar Neumann geplanter Wasserkanal, der zur Entsorgung der Fäkalien aus dem ursprünglich geplanten Invalidenhauses gedacht war und in den Stadtgraben geleitet wurde. Der jüngere Südflügel unterschied sich wohl durch sein Satteldach von den anderen beiden.